# Baie d'Hohwacht
La baie d'Hohwacht (allemand : Hohwachter Bucht) est une large baie dans le Land de Schleswig-Holstein sur la côte baltique allemande. Le nom de la baie a été inspiré par la ville et l'hôtel de Hohwacht. La grande ville la plus proche est Oldenbourg en Holstein, à environ 5 kilomètres à l'intérieur des terres.
Il y a beaucoup de réserves naturelles sur la côte de la baie, ainsi qu'une zone d'entraînement de l'Heer le long de son littoral de l'est.
Sur la côte ouest, à environ 1 kilomètre au nord de Behrensdorf, se trouve le phare de Neuland mis en service en 1918, et qui est utilisé comme un témoin lumineux par le complexe d'entraînement militaire.